# Chicago XXX
Chicago XXX è un album in studio del gruppo musicale statunitense Chicago, pubblicato nel 2006. 
Si tratta del primo disco contenente solo materiale originale dal 1991, anno di uscita di Twenty 1.

## Tracce
1. Feel (Hot single mix)
2. King of Might Have Been
3. Caroline
4. Why Can't We
5. Love Will Come Back
6. Long Lost Friend
7. 90 Degrees and Freezing
8. Where Were You
9. Already Gone
10. Come to Me, Do
11. Lovin' Chains
12. Better
13. Feel (Horn section mix)